# Sminthurus floridanus
Sminthurus floridanus är en urinsektsart som beskrevs av William MacGillivray 1893. Sminthurus floridanus ingår i släktet Sminthurus och familjen Sminthuridae. Inga underarter finns listade i Catalogue of Life.